# 1989年世界大賽
1989年世界大賽是由代表美聯的奧克蘭運動家與代表國聯的舊金山巨人在世界大賽中對決。最後由運動家4連勝橫掃巨人，拿下世界大賽冠軍。這也是大聯盟繼1976年後，再次出現世界大賽橫掃的戲碼。而且運動家在這四場比賽從來沒有落後過，為1968年後首次。
由於兩支球隊的主場都位於加州，而且中間只隔著灣區大橋和灣區地鐵，加上賽事期間發生過大地震，因此該系列賽也被稱作「灣區大橋大戰」、「灣區地鐵大戰」、「大地震系列賽」。
10月17日，原定是第三戰的開打日。加州卻在比賽開打前不久發生著名的1989年洛馬普里塔地震，不僅讓舊金山成為重災區，巨人主場也因為停電而被迫延賽。
10月27日，舊金山在經過10天的搶救過後終於讓世界大賽恢復開打。而這年的世界大賽也一度成為最晚結束的系列賽，後來在2001年才被改寫紀錄。

## 總結
美聯 奧克蘭運動家（4）- 國聯 舊金山巨人（0）
| 場次 | 比數              | 日期      | 地點                    | 觀眾  |
| ---- | ----------------- | --------- | ----------------------- | ----- |
| 1    | 巨人 0，運動家 5  | 10月14日  | 奧克蘭–阿拉米達郡競技場 | 49385 |
| 2    | 巨人 1，運動家 5  | 10月15日  | 奧克蘭–阿拉米達郡競技場 | 49388 |
| 3    | 運動家 13，巨人 7 | 10月27日† | 燭臺球場                | 62038 |
| 4    | 運動家 9，巨人 6  | 10月28日  | 燭臺球場                | 62032 |

†原訂於10月17日下午5:35開打，不過因為在5:04發生大地震而延期。

## 逐場結果

### 第一戰：10月14日
加利福尼亞州，奧克蘭，奧克蘭–阿拉米達郡競技場
| 舊金山巨人 | 0 | 0 | 0 | 0 | 0 | 0 | 0 | 0 | 0 | 0 | 5  | 1 |
| 奧克蘭運動家 | 0 | 3 | 1 | 1 | 0 | 0 | 0 | 0 | X | 5 | 11 | 1 |
| 勝投： 戴夫·史都華（1–0） 敗投： Scott Garrelts（0–1） 全壘打： 巨人：無 運動家：戴夫·帕克（3下,1分）、Walt Weiss（4下,1分） |   |   |   |   |   |   |   |   |   |   |    |   |

戴夫·史都華首戰火力全開，完封9局僅被擊出5支安打送出6次三振無失分。
運動家在2局下靠著安打串聯攻下3分，戴夫·帕克和Walt Weiss又接連在3、4兩局開轟，終場運動家5比0率先拔得頭籌。

### 第二戰：10月15日
加利福尼亞州，奧克蘭，奧克蘭–阿拉米達郡競技場
| 舊金山巨人                                                                                                | 0 | 0 | 1 | 0 | 0 | 0 | 0 | 0 | 0 | 1 | 4 | 0 |
| 奧克蘭運動家                                                                                              | 1 | 0 | 0 | 4 | 0 | 0 | 0 | 0 | X | 5 | 7 | 0 |
| 勝投： Mike Moore（1–0） 敗投： Rick Reuschel（0–1） 全壘打： 巨人：無 運動家：Terry Steinbach（4下,3分） |   |   |   |   |   |   |   |   |   |   |   |   |

運動家推出的2號先發Mike Moore表現一樣不俗，主投7局送出7次三振僅失1分。
打線方面，戴夫·帕克在4局下敲出二壘安打打破平手僵局，Terry Steinbach也在同個半局敲出3分砲奠定勝基。最後運動家5比1再拿一勝。

### 第三戰：10月27日
加利福尼亞州，舊金山，燭臺球場
| 奧克蘭運動家 | 2 | 0 | 0 | 2 | 4 | 1 | 0 | 4 | 0 | 13 | 14 | 0 |
| 舊金山巨人 | 0 | 1 | 0 | 2 | 0 | 0 | 0 | 0 | 4 | 7  | 10 | 3 |
| 勝投： 戴夫·史都華（2–0） 敗投： Scott Garrelts（0–2） 全壘打： 運動家：Dave Henderson 2（4上,1分、5上,1分）、Tony Phillips（4上,1分）、荷西·坎塞柯（5上,3分）、Carney Lansford（6上,1分） 巨人：Matt Williams（2下,1分）、Bill Bathe（9下,3分） |   |   |   |   |   |   |   |   |   |    |    |   |

在經過大地震後，世界大賽時隔12天終於重新開打。運動家推出已經獲得足夠休息的戴夫·史都華先發，而他也繳出7局送出8次三振失3分的好成績。
運動家在4局上靠著Dave Henderson和Tony Phillips的全壘打開啟火力輸出，後面兩局又再追加5分。
8局上，運動家靠著安打串聯再拿下4分。雖然巨人在9下反攻，靠著Bill Bathe的三分砲在內攻下4分，不過最終仍以7比13敗下陣來。

### 第四戰：10月28日
加利福尼亞州，舊金山，燭臺球場
| 奧克蘭運動家 | 1 | 3 | 0 | 0 | 3 | 1 | 0 | 1 | 0 | 9 | 12 | 0 |
| 舊金山巨人 | 0 | 0 | 0 | 0 | 0 | 2 | 4 | 0 | 0 | 6 | 9  | 0 |
| 勝投： Mike Moore（2–0） 敗投： Don Robinson（0–1） 救援成功： 丹尼斯·艾克斯利（1） 全壘打： 運動家：瑞奇·韓德森（1上,1分） 巨人：Kevin Mitchell（6下,2分）、Greg Litton（7下,2分） |   |   |   |   |   |   |   |   |   |   |    |   |

巨人隊再次受制於Mike Moore，前五局完全無法攻下分數。反觀運動家在前6局便攻下8分。
6局下，Kevin Mitchell成功敲出2分砲，幫助巨人隊打破鴨蛋。7局下，巨人隊的Greg Litton也趁著換投敲出2分砲，就算運動家換上Rick Honeycutt救援，還是又丟掉2分。
8、9兩局，Todd Burns和丹尼斯·艾克斯利接連送出3上3下，幫助運動家9比6贏球，系列賽4連勝封王。

## 焦點球員
運動家
- Terry Steinbach：世界大賽打擊率2成50，敲出全隊最多的7分打點。第二戰敲出關鍵3分砲。

- 瑞奇·韓德森：世界大賽打擊率4成74，敲出全隊最多的9支安打，另有3次盜壘成功。

- Dave Henderson：世界大賽打擊率3成08，敲出4支安打與4分打點。

- 戴夫·史都華：世界大賽先發2場全勝，16局投球送出14次三振，防禦率1.69。

- Mike Moore：世界大賽先發2場全勝，13局投球送出10次三振，防禦率2.08。

巨人
- Kevin Mitchell：世界大賽打擊率2成94，敲出5支安打全隊第一，另敲出1轟與2分打點。

- Greg Litton：世界大賽6打數3安打，累積3分打點並列全隊第一。

- Bill Bathe：世界大賽2打數敲出1安，第三戰敲出3分砲。

## 外部連結
- Almanac網站上關於1989年世界大賽的頁面（页面存档备份，存于）
- MLB官網裡的1989年世界大賽頁面（页面存档备份，存于）
- Reference網站上關於1989年世界大賽的頁面（页面存档备份，存于）
- 1989年世界大賽逐場比賽結果以及每一球詳細紀錄 （页面存档备份，存于）